# 權良淑
權良淑 （권양숙，1947年12月23日—）是韓國第16任總統盧武鉉的夫人。她是個佛教徒，法號「大德華」。這使她和丈夫在總統競選過程中，贏得了佛教界的支持。

## 生平
在盧武鉉總統任期結束後，她與丈夫捲入了賄賂醜聞。盧武鉉自己在網頁上承認，妻子權良淑收了泰光實業CEO朴淵次約100萬美元以償還債務。

## 荣誉

### 外国勋章奖章
- 民事功绩大十字勋章（西班牙语：Orden del Mérito Civil (España)）（西班牙，2007年2月9日批准[3]）